# Entre mis brazos
«Entre mis brazos» es una canción del grupo de rock chileno, Los Bunkers. El tema fue compuesto por Francisco Durán. Esta canción fue lanzada como segundo sencillo de su primer álbum Los Bunkers.

## Información
El tema esta pensando como si un padre le cantará a su hija desde el más allá, "buscándola a través de los sueños para comunicarse con ella". Es una canción de amor de padre a hija. Está inspirada en una novia que tuvo Francisco en Concepción llamada Maribel que había perdido su padre en su niñez, aunque la canción la escribió ya separado de ella en Santiago.

## Video Musical
El videoclip dirigido por Jorge Lozano empieza con un guiño a la nueva canción chilena, especialmente a Quilapayún. El resto transcurre entre un velorio y la banda tocando en un teatro. Las locaciones fueron en el Cajón del Maipo y Quinta Normal.  

## Créditos
- Álvaro López – voz principal
- Francisco Durán – guitarra eléctrica, coros y Groovy
- Mauricio Durán – guitarra eléctrica y coros
- Gonzalo López – bajo eléctrico
- Mauricio Basualto – batería